# سد دوستی

دریاچۀ دوستی در مرز ایران و ترکمنستان

سد دوستی، در مرز ایران و ترکمنستان و روی رودخانۀ مرزی هریرود در حوزۀ شهرستان سرخس در شمال شرق خراسان رضوی احداث شده‌است. این سد از نوع خاکی با هستۀ رسی به ارتفاع ۷۸ متر و طول تاج ۶۵۰ متر است. مخزن این سد دارای گنجایش ۱٫۲۵۰ میلیارد مترمکعب می‌باشد.
این سد با همکاری مشترک ایران و ترکمنستان ساخته شده اما بدون حضور و یا ضمانت ‘افغانستان’ برگزار شد. عملیات اجرایی ساخت آن در سال ۱۳۷۹ آغاز و درفروردین سال ۱۳۸۴ توسط محمد خاتمی رئیس جمهور ایران و امیر سارانف رئیس جمهور ترکمنستان افتتاح گردید.
در پشت این سد دریاچۀ بسیار زیبایی ایجاد شده‌است که هنوز نامی ندارد و اهالی آن را دریاچۀ دوستی می‌خوانند. این دریاچه حدود ۳۵ کیلومتر درازا دارد و آب آشامیدنی شهر مشهد و آب کشاورزی روستاهای واقع در منطقه چه در ایران و چه در ترکمنستان را تأمین می‌کند.
افغانستان نیز اخیراً در نظر دارد تا سد سلما را در مسیر هریرود اعمار کند. بند سلما در ۱۵ خرداد ۱۳۹۵ با حضور اشرف غنی رئیس‌جمهور افغانستان و نارندرا مودی نخست‌وزیر هند، به بهره‌برداری رسید.
محمود احمدی‌نژاد رئیس‌جمهور ایران در سال ۱۳۸۷ طرح خط انتقال آب از سد دوستی به مشهد را افتتاح کرد که این طرح از محل سد دوستی واقع در حوزه شهرستان سرخس تا مشهد اجرا می‌شود. این طرح انتقال آب شامل اجرای یک خط لولۀ فولادی به قطر ۲ هزار میلی‌متر و به طول ۱۸۲ کیلومتر، احداث ۵ ایستگاه پمپاژ، ساخت یک واحد تصفیه‌خانه به ظرفیت ۶ متر مکعب در ثانیه، ساخت یک تونل به طول ۹۳۰ متر، خط انتقال برق ۱۳۲ کیلوولت  به طول ۱۵۰ کیلومتر و ۵ ایستگاه کاهندۀ ولتاژ ۱۳۲ به ۶٫۶ کیلوولت می‌باشد.